# Zillertaler Höhenstraße

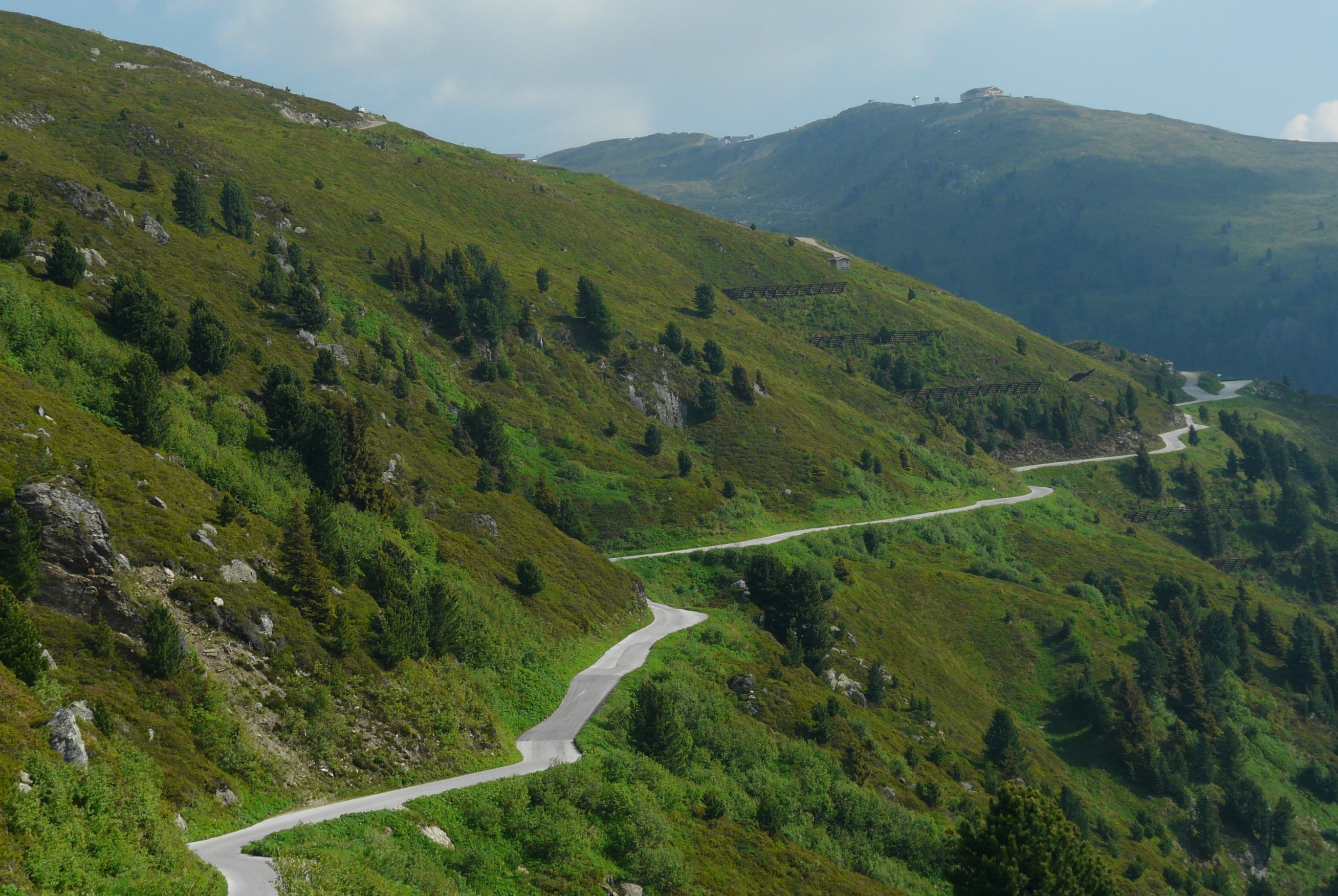
Die Zillertaler Höhenstraße

Die Zillertaler Höhenstraße ist eine Bergstraße in den Tuxer Voralpen, die im südlichen Teil des Zillertales liegt. Sie besteht aus einer hoch über dem Talgrund gelegenen Scheitelstrecke, sowie fünf verschiedenen Zufahrtswegen, die von der Zillertalstraße zu diesem Streckenabschnitt hinaufführen. Während die durchschnittlich 8 Kilometer langen Zufahrtsstraßen mautfrei nutzbar sind, muss für die knapp 20 Kilometer lange Zentralstrecke bei der Befahrung mit Motorfahrzeugen eine Mautgebühr entrichtet werden.

## Charakteristik

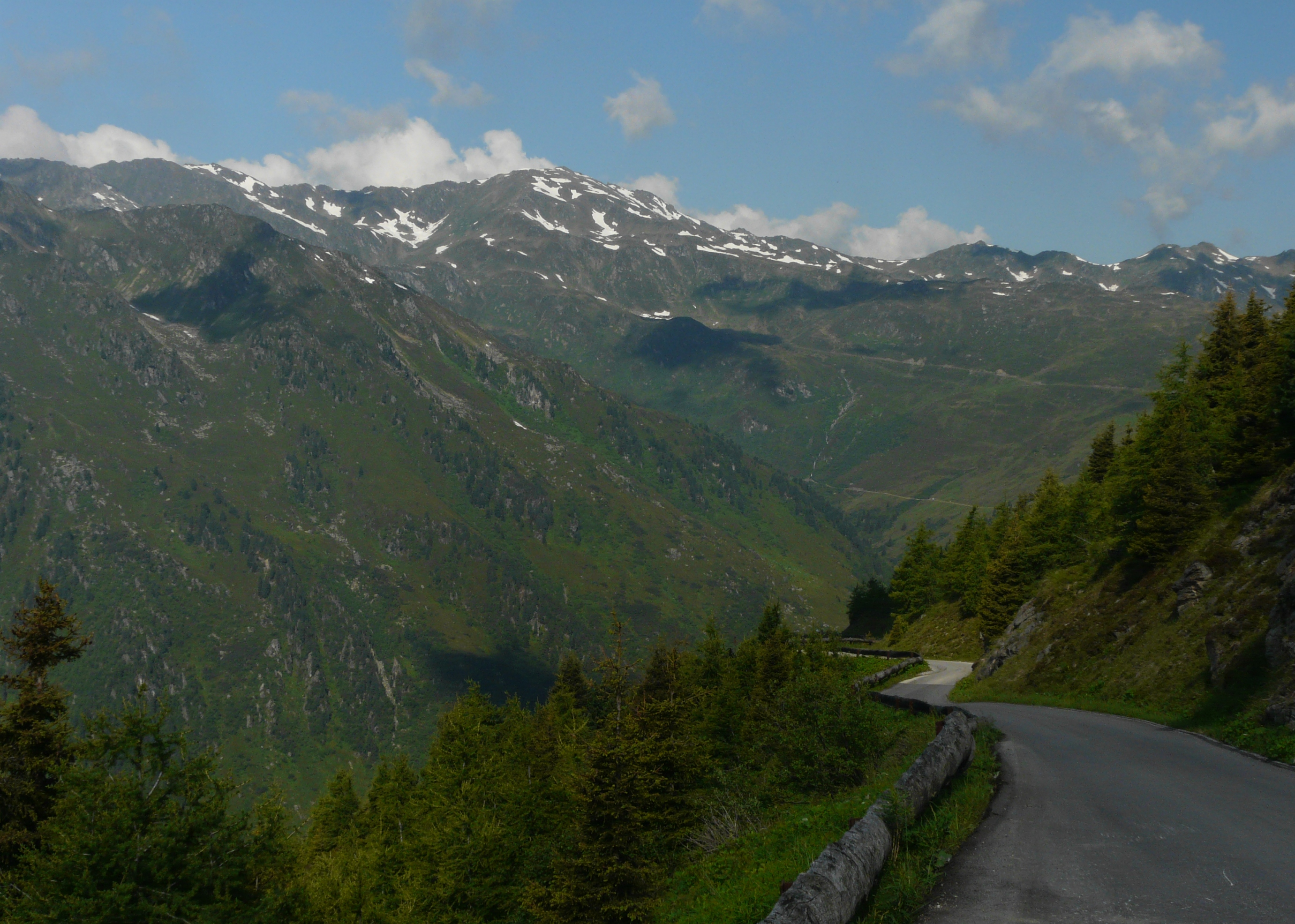
Im südlichen Bereich der Scheitelstrecke

Die Scheitelstrecke der Zillertaler Höhenstraße führt in stark gewundenem Verlauf entlang der westlichen Hangseite des Zillertaler Taltroges. Dieser Streckenabschnitt befindet sich zumeist oberhalb der Baumgrenze in Höhenlagen von etwa 1700 bis 2100 Metern, in einem Gebiet, das sich westlich der Gemeinde Zell am Ziller erstreckt. Dieser Abschnitt ist als Panoramastraße angelegt, und in seinem südlichen Bereich erreicht die Höhenstraße mit dem auf 2133 m hoch gelegenen Arbisjochkopf ihren höchsten Punkt. Bei der Scheitelstrecke handelt es sich überwiegend um eine einspurige Fahrbahn, an der in gewissen Abständen – vor allem nach Engstellen – immer wieder Ausweichstreifen angelegt wurden. Der Schwierigkeitsgrad entsprechend der Denzel-Alpenstraßen-Skala beträgt dabei in diesem Bereich etwa 2 bis 3.
Der nördlichste Zufahrtsweg zur Scheitelstrecke hat seinen Ausgangspunkt auf 573 m Höhe in Ried im Zillertal. Diese Straße führt zu der nahe dem Riedbach auf 1400 m Höhe gelegenen Mautstelle Nord, die den nördlichen Endpunkt der Scheitelstrecke bildet. Eine zweite Möglichkeit, diese Mautstelle anzufahren, besteht mit der bei Kaltenbach auf 558 m Höhe beginnenden Auffahrtstraße.
Das südliche Ende der Scheitelstrecke wird über einen Zufahrtsweg an die Zillertalstraße angebunden, der seinen Anfangspunkt in Ramsau hat. Von dort geht es von einer Höhe von 604 m vor allem durch das Tal des Sidanbaches zur Mautstelle Süd, die sich in 1730 m Höhe befindet.
Auch von Aschau und Zellberg aus gibt es Auffahrtstraßen, mit denen die Scheitelstrecke der Zillertaler Höhenstraße erreicht werden kann. Allerdings können mit diesen Zufahrtsstraßen nicht die Endpunkte der Scheitelstrecke angefahren werden, sondern diese Wege erreichen die Höhenstraße (an unterschiedlichen Stellen) inmitten deren Verlaufs.

## Geschichte und Betreiber
Ungeachtet ihrer heutigen Nutzung geht der Bau der Zillertaler Höhenstraße nicht auf touristische Erschließungszwecke zurück. Mit dem Bau dieser Straße sollte stattdessen vor allem die Anlage von bergtechnischen Sicherungsvorrichtungen oberhalb der Baumgrenze ermöglicht werden. Diese waren notwendig geworden, um den Schutz vor Lawinen- und Murenabgängen zu verbessern.
Betreiber ist die Weggemeinschaft Zillertaler Höhenstraße, zu der auch 5 Mitgliedsgemeinden gehören. Diese erbauten bis 1963 die Straßen. 1978 wurde auch die Anbindung von Zell über den Zellberg hinauf gebaut, seither wird wegen der zunehmenden touristischen Nutzung Maut erhoben.